# Henriette Zéphir
Henriette Zéphir (* 8. August 1920 in Montmaurin; † 27. Mai 2012) war eine französische Künstlerin der Art brut.

## Leben
Henriette Zéphir wurde am 8. August 1920 in Montmaurin in der Nähe von Toulouse geboren. Ihre Eltern lebten und arbeiteten in Toulouse und bis zu ihrem elften Lebensjahr kümmerten sich ihre Großeltern um sie und zogen sie auf. Danach zog sie fort, um ein Studium zu beginnen. Im Alter von 21 Jahren heiratete sie einen aus Martinique stammenden Englischlehrer. Sie beschlossen, auf die Französischen Antillen umzuziehen, jedoch kam 1943 in Casablanca ihre Tochter zur Welt und ihr Mann wurde zum Kriegsdienst eingezogen. Zéphir blieb zweieinhalb Jahre allein in Marokko. Nach dem Krieg kamen sie schließlich in Martinique an. Dort jedoch fühlte sich Zéphir isoliert und einsam. Nachdem die Ehe zerbrach, kehrte sie mit ihren beiden Kindern, sie bekam noch einen Sohn, im Jahr 1956 nach Frankreich zurück und ließ sich in Nizza nieder.
Anfang Mai 1961 hörte Zéphir eine sanfte, melodiöse Stimme und spürte eine Präsenz, die sie bat zu kooperieren und unter dieser Präsenz, die sie als Don Carlos, ihren „Führer“ kennen lernte, begann sie Nachrichten niederzuschreiben und zu zeichnen.
Ihre Werke fielen 1965 Jean Dubuffet auf, der sie überzeugte, ihm etwa 20 Stück zu verkaufen und sie 1967 in seiner Ausstellung im Musée des Arts Décoratifs in Paris ausstellte. In seiner Zeitschrift L'Art Brut veröffentlichte er 1966 einen Artikel über Henriette Zéphir. Lange Zeit verkaufte sie keine weiteren Werke. Erst spät in ihrem Leben erklärte sie, dass die Geister damit einverstanden wären, dass ihre Arbeit in der Welt gezeigt würden. Zu dem Zeitpunkt waren etwa 150 Zeichnungen entstanden.
Henriette Zéphir starb am 27. Mai 2012.

## Werk
Zunächst waren es nur Kritzeleien, die sie zeichnete, doch durch unermüdlichen Einsatz entwickelte sich ihre Arbeit zu Zeichnungen fließender Energien. Die Zeichnungen strahlten zunehmend Positivität und Vitalität aus. Sie fühlte, ihre Aufgabe bestünde daraus, ihrem „Führer“ zu helfen, Seelen dabei zu unterstützen, höhere Sphären zu erreichen. Sie empfand das als mühsame Beschäftigung und beschrieb es wie gigantische Massen, die wie Berge wirkten, die allmählich näher kommen würden, bis sie erkannt habe, dass diese Massen unzählige Seelen seien, die ihre Hilfe benötigen würden. Henriette Zéphir hatte bei ihren Zeichnungen immer das Gefühl, ihr Arm würde ihr nicht mehr gehören, sondern wäre ein Kanal für die Energie, die aus der Geisterwelt floss. So gelenkt, zeichnete sie mit Bleistift, Kugelschreiber und Tusche, bis das Werk fertig gestellt war. Für sie war es keine Kunst, sondern ein stärkendes und heilendes Werkzeug, um Beschwerden zu heilen und Energie zu tanken.
Ihre Arbeiten befinden sich in der Galerie Christian Berst, Paris, der Collection de l’Art Brut, Lausanne, der Cavin Morris Gallery, New York und im Museum of Everything, London, zu sehen.